# بنجامين ميلر
بنجامين ميلر (بالإنجليزية: Benjamin Miller)‏ هو متزلج فني أمريكي، ولد في 17 يونيو 1983 في سانت بول في الولايات المتحدة.

## وصلات خارجية
- بنجامين ميلر على موقع الاتحاد الدولي للتزلج (الإنجليزية)